# 王九牧
王九牧，字州伯，陝西醴泉縣（今禮泉縣）人，明朝政治人物。

## 生平
崇禎九年丙子科陕西鄉試第三十六名舉人，十年（1637年），王九牧中式丁丑科三甲二百三十名進士。吏部觀政，十二年四月官山西曲沃縣知縣。